# Юносов Костянтин Андрійович
Костянтин Андрійович Юносов (1884, місто Сестрорєцьк Санкт-Петербурзької губернії, тепер Ленінградської області, Російська Федерація — розстріляний 17 лютого 1938, місто Ленінград, тепер Санкт-Петербург, Російська Федерація) — радянський діяч, голова Петроградського та Псковського губвиконкомів. Член Центральної контрольної комісії ВКП(б) у 1927—1929 роках. Член ЦВК СРСР.

## Життєпис
Народився в місті Сестрорєцьку (за іншими даними — в Санкт-Петербурзі) в родині слюсаря. Закінчив три класи земської школи. Працював слюсарем.
З 1904 року брав участь у революційному русі. Член РСДРП з 1905 року.
У 1906 році служив матросом російського імператорського флоту в Кронштадті, входив до підпільної військової організації, вів революційну пропаганду та агітацію.
За революційну діяльність 13 листопада 1906 року заарештований та засуджений в липні 1907 року до чотирьох років каторжних робіт, які відбував з 1908 по 1909 рік у «Бутирках», а з 1909 по 1911 рік — в Олександрівському централі. Потім був засланий в село Жигалово («Косая Степь») Іркутської губернії. У 1912 році отримав фальшиві документи на чуже прізвище та в грудні 1912 року втік із заслання до Санкт-Петербурга.
У 1913 — березні 1917 року — на еміграції в Сполучених Штатах Америки. Після Лютневої революції 1917 року повернувся до Росії.
З 1917 по 1918 рік служив у Червоній гвардії.
У 1918 році — голова виконавчого комітету Петроградської повітової ради Петроградської губернії; член виконавчого комітету Петроградської губернської ради.
У березні — 2 серпня 1920 року — голова виконавчого комітету Петроградської губернської ради.
З серпня 1920 року працював на відповідальній роботі у Петроградській губернській Раді народного господарства.
24 січня 1922 — квітень 1923 року — голова виконавчого комітету Псковської губернської ради.
У 1922—1923 роках — секретар Петроградської губернської контрольної комісії РКП(б).
У 1923—1926 роках — уповноважений Народного комісаріату праці СРСР по Ленінградській губернії. На 1926 рік — завідувач відділу праці виконавчого комітету Ленінградської губернської ради.
У 1926—1931 роках — директор Ленінградського патефонного заводу.
У 1927—1929 роках — заступник голови Ленінградської обласної контрольної комісії ВКП(б) — робітничо-селянської інспекції.
У грудні 1929 року виключений із ВКП(б). У серпні 1931 року відновлений в членах ВКП(б).
У 1931—1932 роках — технічний директор Сестрорєцького заводу імені Воскова Ленінградської області.
З 1933 по 1934 рік працював у Ленінградській обласній контрольній комісії ВКП(б).
З 1935 по 1936 рік працював на господарській роботі в місті Горькому (завод «Горьремвес»).
До серпня 1937 року — контролер відділу технічного контролю військового заводу № 218 міста Ленінграда.
28 серпня 1937 року заарештований органами НКВС. 17 лютого 1938 року Виїзною сесією Військової колегії Верховного суду СРСР у Ленінграді за звинуваченням в участі в діяльності контрреволюційної терористичної організації засуджений до страти. Того ж дня розстріляний.
Посмертно реабілітований 5 липня 1957 року. 